# Zengő
Zengő är en bergstopp i Ungern.   Den ligger i provinsen Baranya, i den sydvästra delen av landet, 150 km söder om huvudstaden Budapest. Toppen på Zengő är 680 meter över havet.
Terrängen runt Zengő är kuperad åt nordväst, men åt sydost är den platt. Zengő är den högsta punkten i trakten. Runt Zengő är det ganska tätbefolkat, med 83 invånare per kvadratkilometer. Närmaste större samhälle är Pécs, 16,0 km sydväst om Zengő. I omgivningarna runt Zengő växer i huvudsak lövfällande lövskog.